# Pseudonicarete peyrierasi
Pseudonicarete peyrierasi är en skalbaggsart som beskrevs av Stefan von Breuning 1980. Pseudonicarete peyrierasi ingår i släktet Pseudonicarete och familjen långhorningar.
Artens utbredningsområde är Madagaskar. Inga underarter finns listade i Catalogue of Life.